# József Pálinkás
József Pálinkás (Seghedino, 10 de març de 1912 - Budapest, 24 d'abril de 1991) fou un futbolista hongarès de la dècada de 1930.
Pel que fa a clubs, va jugar al Szeged FC. També fou internacional amb Hongria, amb qui disputà el Mundial de 1938.